# Frescolita
Frescolita, também conhecida por Kolita, é uma marca de refrigerantes produzida pela The Coca-Cola Company (através da subsidiária Coca-Cola/FEMSA) para o mercado venezuelano.
Frescolita é fabricado no sabor cola e é uma marca pertencente a empresa Hit de Venezuela, parceira, desde 1996, da Coca-Cola Company.
Na Venezuela, enquanto a Coca-Cola é mais consumida, foi relatado que a Frescolita leva 10% do mercado geral de refrigerantes do país.  Até 45% das vendas de refrigerantes da Coca-Cola na Venezuela estão na Hit , Frescolita e Chinotto . 

## Ligação externa
- Coca-Cola /FEMSA Arquivado em 11 de agosto de  2012, no Wayback Machine.